# Флаг Токарёвского района
Флаг муниципального образования Токарёвский район Тамбовской области Российской Федерации — опознавательно-правовой знак, служащий официальным символом муниципального образования.
Флаг утверждён 15 сентября 2011 года и 2 ноября 2011 года внесён в Государственный геральдический регистр Российской Федерации с присвоением регистрационного номера 7216.
Флаг Токарёвского района отражает исторические, культурные, социально-экономические, национальные и иные местные традиции.

## Описание
«Прямоугольное полотнище с отношением ширины к длине 2:3, состоящее из двух горизонтальных полос голубого и зелёного цвета (в отношении 7:3). На голубой части полотнища вплотную к зелёной части — белая мельница, за которой виден жёлтый цветок подсолнуха. На зелёной части полотнища — три белые свёклы в ряд с золотой ботвой».

## Символика
Символика флага Токарёвского района подчёркивает его сельскохозяйственную направленность. В районе выращивают сахарную свёклу, подсолнечник, гречиху, пшеницу, просо, кукурузу, ячмень.
А для того чтобы из зерна сделать муку необходимы мельницы. Мельница на флаге Токарёвского района символизирует одно из передовых предприятий района — «Токарёвский комбинат хлебопродуктов».
Свёкла и подсолнечник — символ нелёгкого труда тружеников Токарёвского района. Кроме того, цветок подсолнечника является прообразом солнца на земле, поскольку всегда поворачивается лицом к светилу, как бы сопровождает его, вбирая в себя солнечное тепло и отдавая потом его людям через свои зёрна.
Голубой цвет (лазурь) — символ возвышенных устремлений, искренности, преданности, возрождения.
Зелёный цвет символизирует природу, весну, здоровье, молодость и надежду.
Белый цвет (серебро) — символ чистоты, совершенства, божественной мудрости, благородства, мира.
Жёлтый цвет (золото) — символ прочности, богатства, величия, интеллекта и прозрения.